# Assalto al treno postale Glasgow-Londra

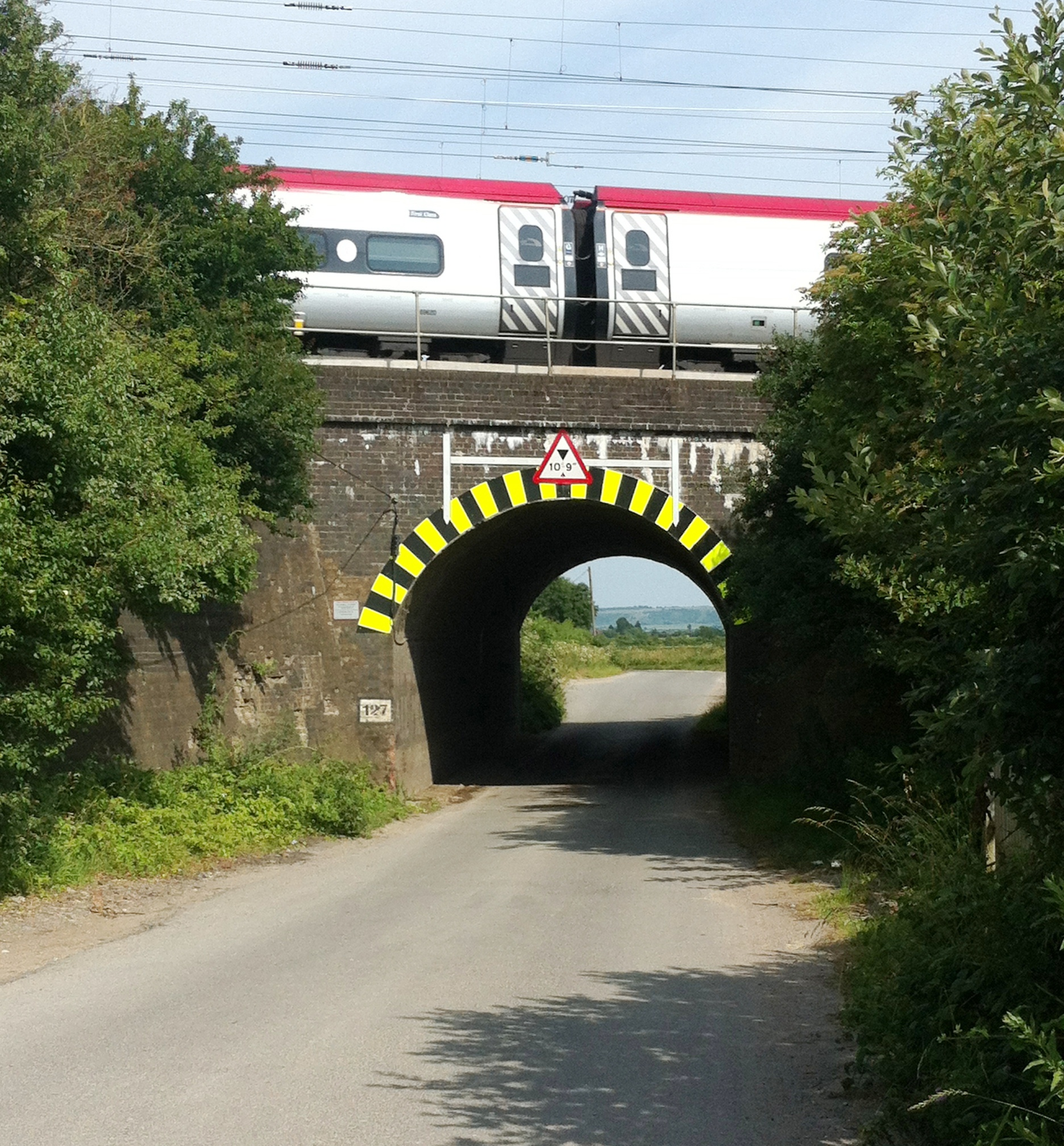
Il Ponte Mentmore luogo dove avvenne la rapina

L'assalto al treno postale Glasgow-Londra, conosciuto in inglese come The Great Train Robbery (la grande rapina ferroviaria), è una celebre rapina effettuata l'8 agosto 1963 vicino al ponte ferroviario di Bridego, presso Ledburn, sito vicino a Mentmore. Con un bottino di circa 2,6 milioni di sterline è stato uno dei furti di denaro più consistenti della storia d'Inghilterra. La maggior parte del denaro della rapina non fu più recuperata.

## Storia
Il colpo venne organizzato da Bruce Reynolds che, per riuscire nel suo piano, organizzato in un anno, reclutò quindici criminali. Agendo sul semaforo ferroviario, fecero in modo che comparisse la luce rossa, così da fermare il treno postale in aperta campagna, ed eseguirono il colpo: la banda portò i 120 sacchi di refurtiva in un casolare, procedendo a dividersi il bottino, dopodiché entrò in azione un secondo gruppo di sei elementi, con il compito di bruciare il casolare.
L'azione fu però così pasticciata da lasciare impronte ovunque, e perciò fu semplice risalire ai rapinatori, che furono arrestati quasi tutti uno dopo l'altro e portati alla prigione di Wandsworth. Reynolds, la mente del colpo, non fu catturato e fuggì in Messico, dove rimase per cinque anni fino ad aver speso la sua parte di bottino, circa 150.000 sterline. Tornato nel Regno Unito, fu imprigionato nel 1968 con una condanna a 25 anni, ed uscì in libertà vigilata nel 1978.
Ronnie Biggs, un altro dei ladri, riuscì a scappare dopo l'arresto: rifugiatosi a Parigi, si fece fare una plastica facciale da un chirurgo e scappò in Australia con la moglie. Sulle sue tracce si mise Jack Slipper, che lo individuò in Australia, ma Biggs era già scappato in Brasile, dove mise incinta una spogliarellista di 19 anni, in modo da evitare l'estradizione, essendo padre di un bambino brasiliano.

## I rapinatori

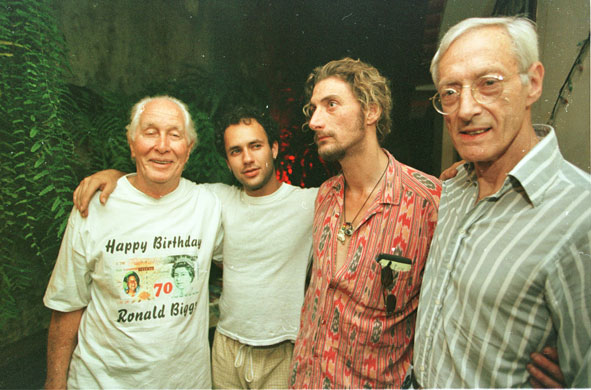
I due rapinatori Ronnie Biggs (primo a sinistra) e Bruce Reynolds (primo a destra) festeggianno il 70º compleanno di Biggs nel 1999

- Ronnie Biggs (1929-2013)
- Bruce Reynolds (1931-2013)
- Gordon Goody (1930-2016)
- Buster Edwards (1931-1994)
- Charlie Wilson (1932-1990)
- Brian Field (1934-1979)
- Patrick McKenna
- Roy John James
- John Thomas Daly
- Harry Smith?
- James Edward White (1920-?)
- Roger John Cordrey (1921-2005)
- Robert Welch (1929-?)
- Thomas William Wisbey (1930-2016)
- James Hussey (1933-2012)

## Trasposizione cinematografica
L'evento è stato trasposto per il cinema nel film Buster (1988), diretto da David Green e interpretato da Phil Collins.